# زانوني
زانوني (بالإنجليزية: Zanoni)‏ هي رواية صدرت عام 1842 ومن تأليف إدوارد بولور ليتون. وهي قصة حب وطموح غامض. ويقول المؤلف على سبيل التقديم: «... وصادف ذلك أن بضع سنوات مضت، في أيام شبابي، سواء في التأليف أو الحياة، وشعرت بالرغبة بأن أعرف نفسي على الأصول الحقيقية وتعاليم الطائفة التي تعرف باسم الصليب الوردي».

## وصلات خارجية
- كتاب مجاني: Zanoni على مشروع غوتنبرغ